# Championnat de Tunisie masculin de handball 2016-2017
Navigation
Saison précédente Saison suivante
La saison 2016-2017 du championnat de Tunisie masculin de handball est la 62e édition de la compétition. Elle est disputée en deux phases.
Au total, cinquante clubs participent aux compétitions seniors de cette édition : douze en division nationale A, seize en division nationale B et 22 en division d'honneur. Quatre nouveaux clubs se sont engagés : l'Avenir sportif de Medjez El Bab, la Flèche sportive de Ras Jebel de handball, le Club de handball de Ksour Essef et le Club de handball de Tataouine. Trois clubs sont dissous : deux parmi les pionniers de ce sport, le Gazelec sport de Tunis et l'Association sportive des PTT Tunis, ainsi qu'El Fouladh Sports.

## Clubs participants
- Aigle sportif de Téboulba
- Association sportive d'Hammamet
- Club africain
- Club de handball de Jemmal
- Club sportif de Sakiet Ezzit
- El Baath sportif de Béni Khiar
- El Makarem de Mahdia
- Étoile sportive du Sahel
- Espérance sportive de Tunis
- Flèche sportive de Menzel Horr
- Jeunesse sportive de Chihia
- Sporting Club de Moknine

## Compétition
Le barème de points servant à établir le classement se décompose ainsi :
- Victoire : 3 points ;
- Match nul : 2 points ;
- Défaite : 1 point ;
- Forfait et match perdu par pénalité : 0 point (résultat comptabilisé : 0-6).

### Classement
|    | Équipe                             | Pts | J  | G  | N | P  | Bp  | Bc  | Diff |
| -- | ---------------------------------- | --- | -- | -- | - | -- | --- | --- | ---- |
| 1  | Espérance sportive de Tunis (T)    | 59  | 22 | 18 | 2 | 2  | 654 | 526 | 128  |
| 2  | Étoile sportive du Sahel           | 55  | 22 | 16 | 1 | 5  | 622 | 546 | 76   |
| 3  | Club africain (C)                  | 54  | 22 | 16 | 0 | 6  | 587 | 512 | 75   |
| 4  | Association sportive d'Hammamet    | 49  | 22 | 12 | 3 | 7  | 603 | 597 | 6    |
| 5  | Club sportif de Sakiet Ezzit       | 47  | 22 | 11 | 3 | 8  | 556 | 548 | 8    |
| 6  | El Makarem de Mahdia               | 46  | 22 | 11 | 2 | 9  | 562 | 565 | -3   |
| 7  | Aigle sportif de Téboulba          | 41  | 22 | 9  | 1 | 12 | 522 | 548 | -26  |
| 8  | Club de handball de Jemmal         | 38  | 22 | 7  | 2 | 13 | 555 | 625 | -70  |
| 9  | El Baath sportif de Béni Khiar     | 36  | 22 | 6  | 2 | 14 | 581 | 632 | -51  |
| 10 | Flèche sportive de Menzel Horr (P) | 34  | 22 | 5  | 2 | 15 | 575 | 615 | -40  |
| 11 | Sporting Club de Moknine           | 34  | 22 | 4  | 4 | 14 | 507 | 549 | -42  |
| 12 | Jeunesse sportive de Chihia (P)    | 34  | 22 | 5  | 2 | 15 | 552 | 613 | -61  |

|  | Qualifié pour le play-off                                                                    |
|  | Qualifié pour la coupe de la ligue                                                           |
|  | Qualifié pour le plat-out                                                                    |
|  | (T) Tenant du titre (C) Vainqueur de la coupe de Tunisie (P) Club promu de deuxième division |

### Résultats
| Résultats (dom.\ext.)                                      | AST     | ASH     | CA      | CHBJ    | CSSE    | EBSBK   | EMM     | EST     | ESS     | FSMH    | JSC     | SCM     |
| AST                                                        |         | 24 - 28 | 27 - 35 | 18 - 22 | 25 - 20 | 24 - 23 | 31 - 25 | 21 - 28 | 26 - 27 | 32 - 30 | 25 - 26 | 22 - 19 |
| ASH                                                        | 23 - 22 |         | 32 - 24 | 25 - 28 | 28 - 26 | 30 - 29 | 21 - 26 | 22 - 26 | 31 - 29 | 26 - 23 | 30 - 25 | 28 - 24 |
| CA                                                         | 22 - 20 | 31 - 23 |         | 26 - 19 | 26 - 22 | 29 - 22 | 19 - 20 | 19 - 20 | 34 - 22 | 34 - 27 | 26 - 21 | 22 - 25 |
| CHBJ                                                       | 26 - 25 | 29 - 35 | 21 - 18 |         | 23 - 24 | 33 - 36 | 24 - 30 | 27 - 27 | 22 - 36 | 29 - 26 | 30 - 28 | 24 - 24 |
| CSSE                                                       | 21 - 18 | 24 - 24 | 27 - 29 | 31 - 21 |         | 26 - 28 | 20 - 25 | 27 - 26 | 24 - 25 | 25 - 23 | 29 - 28 | 25 - 20 |
| EBSBK                                                      | 21 - 22 | 25 - 22 | 30 - 37 | 29 - 27 | 25 - 29 |         | 27 - 28 | 24 - 31 | 26 - 32 | 28 - 25 | 25 - 25 | 22 - 27 |
| EMM                                                        | 19 - 23 | 34 - 27 | 17 - 26 | 24 - 25 | 27 - 27 | 25 - 27 |         | 22 - 33 | 31 - 27 | 29 - 25 | 24 - 24 | 29 - 24 |
| EST                                                        | 36 - 24 | 37 - 30 | 26 - 20 | 40 - 20 | 37 - 32 | 36 - 29 | 34 - 25 |         | 0 - 6   | 33 - 29 | 33 - 30 | 34 - 27 |
| ESS                                                        | 31 - 24 | 29 - 29 | 28 - 26 | 38 - 26 | 21 - 24 | 40 - 28 | 25 - 21 | 26 - 28 |         | 30 - 25 | 41 - 26 | 22 - 19 |
| FSMH                                                       | 19 - 21 | 27 - 27 | 23 - 29 | 28 - 27 | 30 - 30 | 32 - 27 | 30- 31  | 23 - 29 | 26 - 28 |         | 23 - 21 | 26 - 24 |
| JSC                                                        | 25 - 26 | 27 - 31 | 20 - 29 | 30 - 26 | 18 - 21 | 28 - 26 | 22 - 24 | 25 - 31 | 29 - 31 | 29 - 27 |         | 24 - 21 |
| SCM                                                        | 22 - 22 | 28 - 31 | 20 - 24 | 27 - 26 | 21 - 22 | 24 - 24 | 23 - 26 | 18 - 18 | 21 - 28 | 26 - 29 | 23 - 21 |         |
| - Victoire à domicile - Match nul - Victoire à l'extérieur |         |         |         |         |         |         |         |         |         |         |         |         |

### Deuxième phase
Lors de cette phase, il est tenu compte du nombre de points obtenus lors des confrontations directes entre les équipes de la même poule sans bonus.

#### Play-off
À la fin de la première phase, la situation pour les quatre premiers est la suivante :
- Espérance sportive de Tunis : 15 points ;
- Association sportive d'Hammamet : 11 points ;
- Étoile sportive du Sahel : 11 points ;
- Club africain : 10 points.

|   | Équipe                          | Pts | J | G | N | P | Bp  | Bc  | Diff |
| - | ------------------------------- | --- | - | - | - | - | --- | --- | ---- |
| 1 | Espérance sportive de Tunis (T) | 28  | 6 | 3 | 1 | 2 | 172 | 153 | 19   |
| 2 | Club africain (C)               | 25  | 6 | 4 | 1 | 1 | 159 | 132 | 27   |
| 3 | Étoile sportive du Sahel        | 25  | 6 | 4 | 0 | 2 | 168 | 159 | 9    |
| 4 | Association sportive d'Hammamet | 17  | 6 | 0 | 0 | 6 | 139 | 194 | -55  |

|  | Champion de Tunisie 2016-2017                                                                |
|  | (T) Tenant du titre (C) Vainqueur de la coupe de Tunisie (P) Club promu de deuxième division |

| Résultats (dom.\ext.)                                      | CA      | ASH     | EST     | ESS     |
| CA                                                         |         | 33 - 17 | 28 - 23 | 27 - 22 |
| ASH                                                        | 27 - 29 |         | 18 - 33 | 24 - 33 |
| EST                                                        | 18 - 18 | 37 - 30 |         | 32 - 29 |
| ESS                                                        | 25 - 24 | 29 - 23 | 30 - 29 |         |
| - Victoire à domicile - Match nul - Victoire à l'extérieur |         |         |         |         |

#### Coupe de la ligue
Les clubs entament cette phase avec le capital-points suivant : 
- Club sportif de Sakiet Ezzit : 13 points
- Club de handball de Jemmal : 12 points
- Aigle sportif de Téboulba : 12 points
- El Makarem de Mahdia : 11 points

|   | Équipe                       | Pts | J | G | N | P | Bp  | Bc  | Diff |
| - | ---------------------------- | --- | - | - | - | - | --- | --- | ---- |
| 1 | El Makarem de Mahdia         | 26  | 6 | 4 | 1 | 1 | 172 | 158 | 14   |
| 2 | Club sportif de Sakiet Ezzit | 25  | 6 | 3 | 0 | 3 | 170 | 179 | -9   |
| 3 | Aigle sportif de Téboulba    | 23  | 6 | 2 | 1 | 3 | 164 | 182 | -18  |
| 4 | Club de handball de Jemmal   | 22  | 6 | 2 | 0 | 4 | 186 | 174 | 12   |

|  | Vainqueur de la coupe de la ligue 2016-2017 |

| Résultats (dom.\ext.)                                      | AST     | CHBJ    | CSSE    | EMM     |
| AST                                                        |         | 34 - 27 | 27 - 24 | 25 - 25 |
| CHBJ                                                       | 51 - 26 |         | 31 - 32 | 21 - 23 |
| CSSE                                                       | 30 - 29 | 22 - 29 |         | 30 - 29 |
| EMM                                                        | 25 - 23 | 36 - 27 | 34 - 32 |         |
| - Victoire à domicile - Match nul - Victoire à l'extérieur |         |         |         |         |

#### Play-out
Les clubs entament cette phase avec le capital-points suivant : 
- Flèche sportive de Menzel Horr : 14 points
- Jeunesse sportive de Chihia : 13 points
- Sporting Club de Moknine : 11 points
- El Baath sportif de Béni Khiar : 10 points

| 1                                                          | Sporting Club de Moknine       | 26 | 6 | 4 | 1 | 1 | 147 | 131 | 16  |
| 2                                                          | El Baath sportif de Béni Khiar | 25 | 6 | 4 | 1 | 1 | 128 | 124 | 4   |
| 3                                                          | Jeunesse sportive de Chihia    | 24 | 6 | 2 | 1 | 3 | 146 | 147 | -1  |
| 4                                                          | Flèche sportive de Menzel Horr | 20 | 6 | 0 | 1 | 5 | 109 | 128 | -19 |
| - Victoire à domicile - Match nul - Victoire à l'extérieur |                                |    |   |   |   |   |     |     |     |

|  | Se maintient en division nationale |
|  | Relégué en division nationale B    |

| Résultats (dom.\ext.)                                      | EBSBK   | FSMH    | JSC     | SCM     |
| EBSBK                                                      |         | 6 - 0   | 28 - 26 | 19 - 19 |
| FSMH                                                       | 25 - 26 |         | 24 - 24 | 19 - 22 |
| JSC                                                        | 21 - 22 | 26 - 24 |         | 27 - 24 |
| SCM                                                        | 33 - 27 | 24 - 17 | 25 - 22 |         |
| - Victoire à domicile - Match nul - Victoire à l'extérieur |         |         |         |         |

## Champion
- Espérance sportive de Tunis
  - Président de section : Lassâad Serray
  - Entraîneur :  Denis Lathoud
  - Joueurs : Marouène Maggaiez, Skander Slim, Slim Zehani et Jaouher Hamed[1] (GB), Kamel Alouini, Oussema Boughanmi, Marouan Chouiref[2], Aymen Hammed, Tarak Jallouz, Anis Mahmoudi, Wael Mzoughi, Oussema Jaziri, Bilel Ebdelli, Youssef Benali, Mohamed Ali Bhar, Jihed Arâar, Hamdi Aissa, Nidhal Amri, Wael Trabelsi, Chafik Boukaddida

## Division nationale B
Le Club sportif de Hiboun et l'Union sportive témimienne accèdent en division nationale A.